# Livitaca (distrito)
O distrito peruano de Livitaca é um dos oito distritos da Província de Chumbivilcas, situada no Departamento de Cusco, pertencente a Departamento de Cusco, Peru.

## Transporte
O distrito de Livitaca é servido pela seguinte rodovia:
- CU-116, que liga o distrito à cidade de Yanaoca
- CU-129, que liga o distrito à cidade de Accha
- CU-115, que liga o distrito à cidade de Velille [1][2][3]